# Defoe Shipbuilding Company
La Defoe Shipbuilding Company va ser una constructora de vaixells estatunidenca petits establerta el 1905 a Bay City (Michigan). Va deixar d'operar el 1976 després de no poder renovar els seus contractes amb la Marina dels Estats Units d'Amèrica. El lloc de la primera societat és ara un dipòsit de ferralla a la vora del riu Saginaw.